# Supraska Ikona Matki Bożej
Supraska Ikona Matki Bożej – wizerunek Matki Bożej czczony w Polskim Autokefalicznym Kościele Prawosławnym jako cudotwórczy.

## Opis
Ikona reprezentuje typ „Hodigitria” – przewodniczka. Matka Boża została na niej ukazana w błękitnosrebrnych wzorzystych szatach z gwiazdami na ramionach i czole, w aureoli i koronie na głowie. Prawą dłonią Maryja wskazuje na Dzieciątko Jezus, które podtrzymuje lewą ręką, przyciągając je do siebie. Dzieciątko, poważnie patrząc przed siebie, opuszcza lewą rękę, prawą zaś błogosławi lud, na jego głowie także widoczna jest korona. W tle ikony ukazane zostały siły niebieskie – anioły, z których dwa podtrzymują koronę Maryi. W górnej części obrazu widoczny jest Pan Bóg Zastępów (cs. Sawaof).

## Historia
Według tradycji prawosławnej ikona była darem biskupa smoleńskiego Józefa dla monasteru w Supraslu, przekazanym bezpośrednio po jego fundacji. Informacje o ikonie maryjnej, bez precyzyjnego opisu, znajdują się w pierwszym spisu inwentarzowym wyposażenia klasztornych świątyń – Rejestrzyku z 1557. W 1898 archimandryta Mikołaj (Dołmatow) w swojej monografii monasteru utożsamił tę ikonę z czczoną w klasztorze Supraską Ikoną Matki Bożej. Podał także, że  był to wariant Smoleńskiej Ikony Matki Bożej. Pewne różnice między obydwoma wizerunkami miały wynikać ze zmian naniesionych na ikonę po obrzędzie jej koronacji, dokonanym w okresie przynależności klasztoru do unickiego zakonu bazylianów. W 1915, gdy mnisi suprascy udali się na bieżeństwo, zabrali ze sobą wizerunek, razem z wieloma innymi elementami cennego wyposażenia. Biskup białostocki Włodzimierz, będący równocześnie przełożonym monasteru, zabrał wizerunek do cerkwi Opieki Matki Bożej na Fosie w Moskwie. Ikona nigdy nie została ponownie przywieziona do Supraśla, ostatecznie zaginęła. Współcześnie (początek XXI w.) w monasterze czczona jest jej kopia.
W 2012 historyk sztuki Joanna Tomalska stwierdziła, na podstawie analizy fotografii ikony z pocz. XX wieku, że wbrew upowszechnionej wersji wizerunek opisany przez archimandrytę Mikołaja nie pochodził z XVI w. i nie był to dar biskupa Józefa. Zdaniem badaczki zarówno detale obrazu, jak i użyta technika światłocienia świadczą o wykonaniu wizerunku dopiero w XVII stuleciu, jak również o tym, że dzieło nie musiało pochodzić z pracowni prawosławnego twórcy. Jako możliwego autora wskazuje flamandzkiego malarza Bartłomieja Pensa, który wykonał wizerunki maryjne dla katolickich sanktuariów w Świętej Lipce i w Białej Podlaskiej oraz dla kaplicy zamkowej w Malborku. Tomalska podkreśla również, że różnice między Smoleńską Ikoną Matki Bożej a wizerunkiem przechowywanym w Supraślu są zbyt znaczne, by traktować ten drugi jako kopię pierwszego. Różnice te dotyczą ułożenia rąk Dzieciątka Jezus oraz maforionu Maryi. Jeśli teza Tomalskiej jest słuszna, ikona podarowana monasterowi w momencie fundacji musiałaby zostać skradziona lub zniszczona po 1557. Być może została zastąpiona przez nowszy wizerunek po przejściu klasztoru do Kościoła unickiego; o wymianie dawnych obrazów na nowe w tym okresie pisał Piotr Mohyła.